# 鐵板餐
鐵板餐又稱雜扒餐（Sizzler）是使用一個經過加熱的鐵盤將食物上桌的餐點。

## 歷史
鐵板以及鐵板餐是由美國加州時時樂餐廳於1958年開業時首創

## 各地情況

### 香港

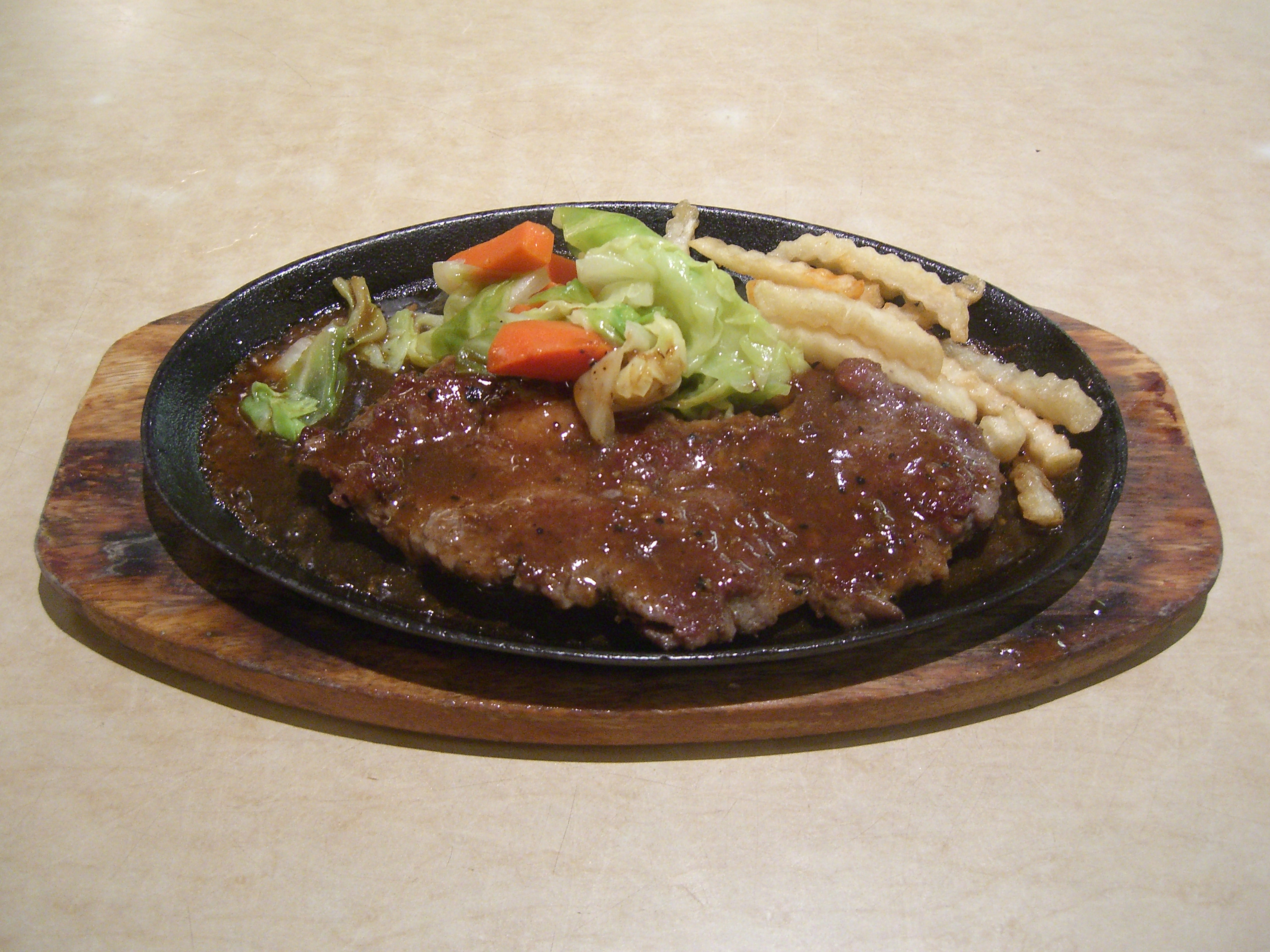
一份由牛排、薯條和蔬菜組成的港式鐵板餐

根據香港食家唯靈稱，港式鐵板餐為1956年開業的美心餐廳首創，但經盧覓雪向美心求證後才確定鐵板餐是由美心由外國西餐廳引入。因為這種上菜方式在港大受歡迎，其他西餐廳及茶餐廳亦加以仿傚，至1970年代風行香港，成為港式西餐的特色，就連港式快餐店也提供此餐點。至今，鐵板餐仍是港式西餐廳及港式快餐店在晚市時段在餐牌上的必備主菜，甚至有快餐店因為未能按圖示使用鐵板盛放餐點而成為新聞。

### 台灣
在主食以外，通常會搭配麵條、蔬菜與雞蛋。

### 印度

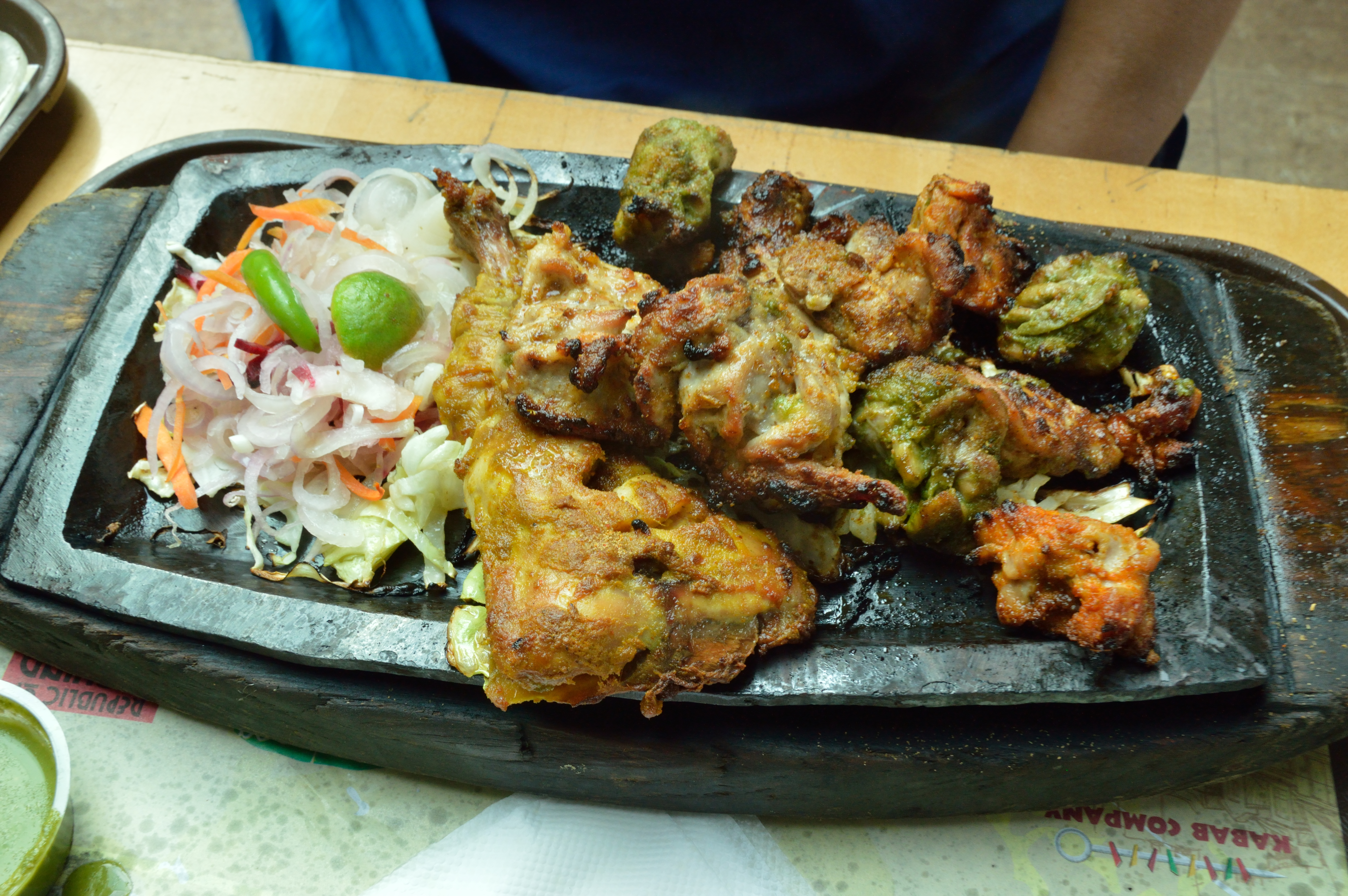
印度烤雞鐵板餐

印度式鐵板餐由費羅茲·伊蘭尼（Firoz Erani）於1963年所創，他到訪美國加州時，受到時時樂的鐵板餐啟發，回國後於孟買開設雜扒餐（Sizzler）餐廳供應鐵板餐費羅兹的第二任妻子是日本人，1967年，他們結束雜扒餐餐廳並遷往曼島 。同年費羅兹的長子沙魯克·伊蘭尼（Shahrookh Erani）在孟買布里奇坎迪開設Touche餐廳供應鐵板餐。他在1971年遷往浦那 並開設新餐廳時至今日，該餐廳作為印度鐵板餐的元祖店，依然很受歡迎。 
1975年，商人瓦茲爾·里兹维於孟買開設科比雜扒餐餐廳 後來印度各大城市皆有人鐵板餐專門店

## 食材

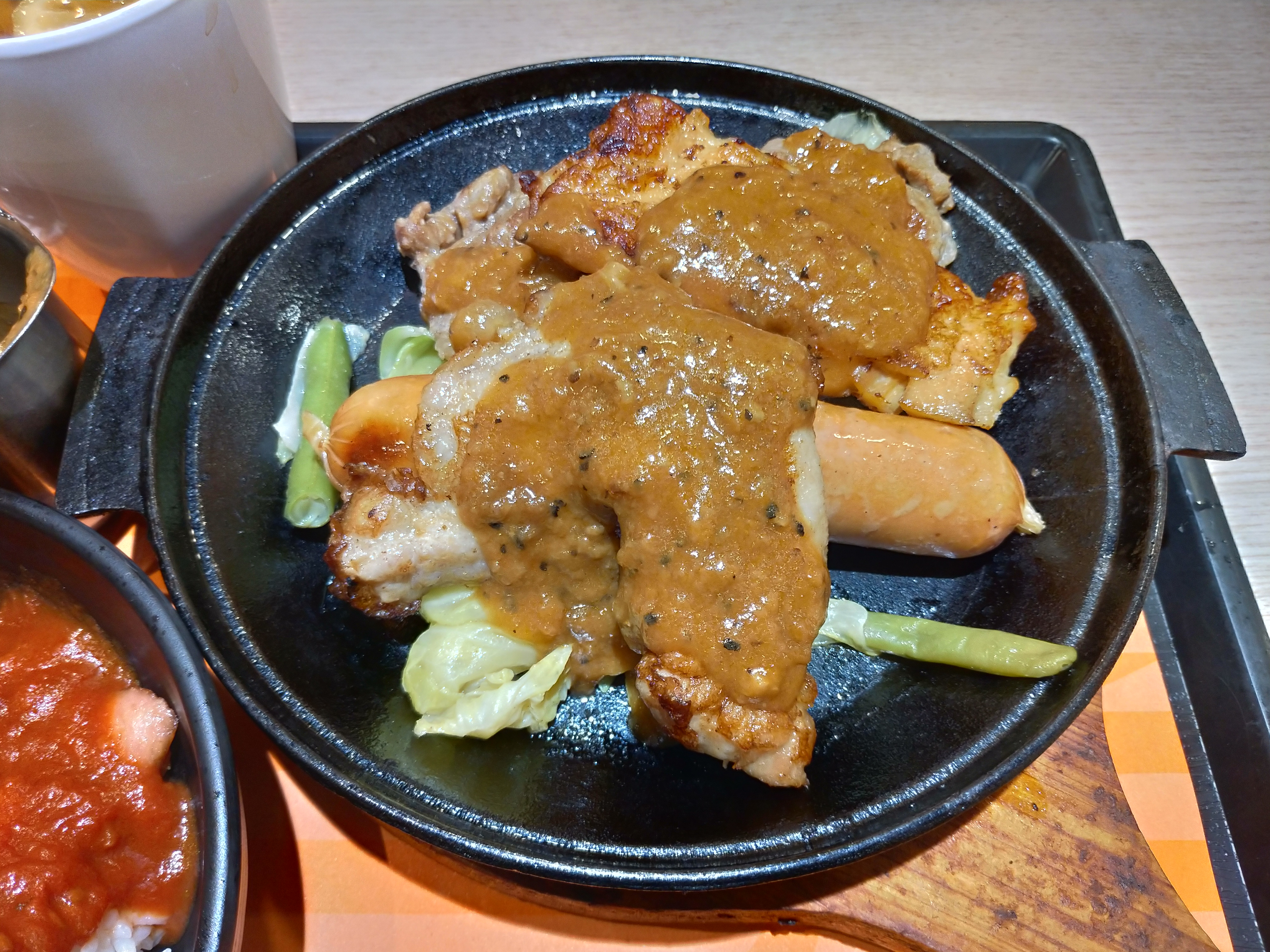
快餐店供應的一份鐵板餐，有牛排、豬排、雞排及香腸，配黑椒汁。

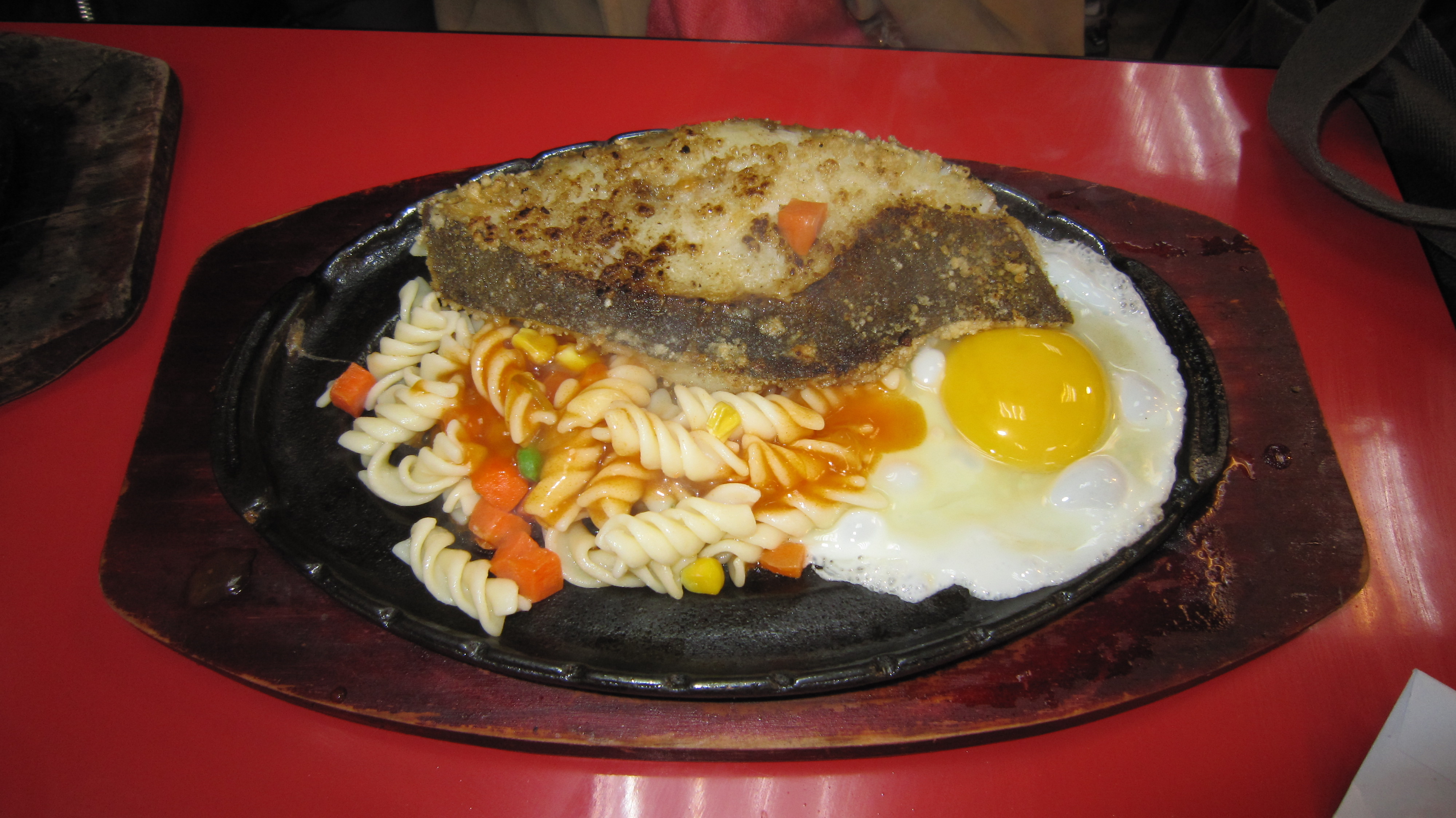
台灣士林夜市販賣的鱈魚排鐵板餐

鐵板餐以肉類為主，如牛排、豬排、雞排或鱈魚排、燒春雞、豬仔骨或牛仔骨等，也有綜合不同肉類配以香腸或海鮮（如海虎蝦、蟹柳或釀墨魚）的雜扒餐。在東亞，鐵板餐也有澱粉類如炒面、炒烏冬、飯等，做法是炒好後再放在已預熱的生鐵板上，别有一番風味。餐廳一般會在鐵板在上桌後才把醬汁淋上（燒汁、黑椒汁、洋蔥汁或蒜茸汁等），鐵板的熱力會使醬汁沸騰，增加視覺效果，從而令客人覺得更美味。

## 外部資料
- 香港大家樂快餐店霸王鐵板餐電視廣告 （页面存档备份，存于）（1988年）